# Список Героев Советского Союза (Николаевская область)
Список Героев Советского Союза из Николаевской области Украины.
| №  | Фамилия, Имя Отчество               | Год рождения |
| -- | ----------------------------------- | ------------ |
| 1  | Агеев, Леонид Николаевич            | 1921         |
| 2  | Андреев, Андрей Иванович            | 1913         |

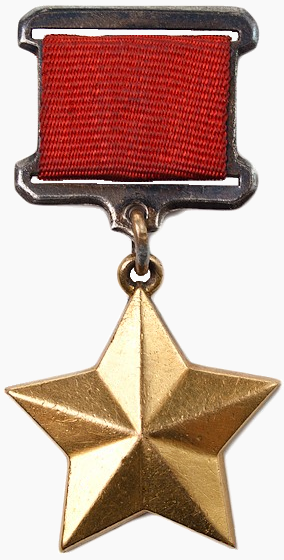
Медаль «Золотая Звезда» — вручалась Героям Советского Союза

| 3  | Андреев, Василий Алексеевич         | 1920         |
| 4  | Андреев, Филипп Михайлович          | 1913         |
| 5  | Артёменко, Анатолий Павлович        | 1918         |
| 6  | Баклан, Андрей Яковлевич            | 1917         |
| 7  | Бодня, Василий Григорьевич          | 1923         |
| 8  | Бондаренко, Иван Антонович          | 1914         |
| 9  | Будюк, Николай Васильевич           | 1920         |
| 10 | Бутков, Леонтий Анисифорович        | 1907         |
| 11 | Веденко, Виктор Антонович           | 1910         |
| 12 | Величко, Владимир Сидорович         | 1922         |
| 13 | Вернигоренко, Иван Григорьевич      | 1918         |
| 14 | Вишневецкий, Константин Григорьевич | 1914         |
| 15 | Воронин, Василий Андреевич          | 1916         |
| 16 | Голимбиевский, Алексей Афанасьевич  | 1919         |
| 17 | Головченко, Владимир Терентьевич    | 1921         |
| 18 | Гончаренко, Олег Моисеевич          | 1922         |
| 19 | Горбачевский, Александр Иванович    | 1918         |
| 20 | Грабовенко, Максим Иванович         | 1923         |
| 21 | Гребенюк, Никита Андреевич          | 1918         |
| 22 | Гречаный, Парфентий Карпович        | 1924         |
| 23 | Гречишников, Василий Алексеевич     | 1911         |
| 24 | Григорьев, Иван Яковлевич           | 1924         |
| 25 | Гросул, Иван Тимофеевич             | 1920         |
| 26 | Гурский, Николай Васильевич         | 1913         |
| 27 | Дмитриев, Николай Павлович          | 1917         |
| 28 | Дорош, Юрий Порфирьевич             | 1924         |
| 29 | Драгомирецкий, Владимир Порфирьевич | 1914         |
| 30 | Дьяченко, Дарья Григорьевна         | 1924         |
| 31 | Еремеев, Борис Романович            | 1903         |
| 32 | Железный, Николай Яковлевич         | 1910         |
| 33 | Зуб, Николай Антонович              | 1911         |
| 34 | Казачинский, Константин Васильевич  | 1912         |
| 35 | Карабут, Иван Лаврентьевич          | 1914         |
| 36 | Киба, Григорий Константинович       | 1923         |
| 37 | Кириллов, Николай Павлович          | 1914         |
| 38 | Кирток, Николай Наумович            | 1920         |
| 39 | Козленко, Пётр Алексеевич           | 1916         |
| 40 | Колесников, Пимен Григорьевич       | 1906         |
| 41 | Кольчак, Яков Харитонович           | 1918         |
| 42 | Конев, Пётр Прокофьевич             | 1909         |
| 43 | Коршунович, Сергей Григорьевич      | 1912         |
| 44 | Кручёных, Севастьян Петрович        | 1909         |
| 45 | Крыжановский, Савва Поликарпович    | 1914         |
| 46 | Куропятник, Дмитрий Григорьевич     | 1911         |
| 47 | Лебедь, Григорий Ефимович           | 1911         |
| 48 | Летучий, Александр Яковлевич        | 1908         |
| 49 | Лихой, Иван Николаевич              | 1914         |
| 50 | Лобов, Яков Михайлович              | 1924         |
| 51 | Мардар, Михаил Алексеевич           | 1911         |
| 52 | Марьяновский, Моисей Фроимович      | 1919         |
| 53 | Матаков, Василий Николаевич         | 1918         |
| 54 | Мирович, Анатолий Иванович          | 1914         |
| 55 | Москаленко, Михаил Илларионович     | 1919         |
| 56 | Моторный, Иван Порфирьевич          | 1918         |
| 57 | Мыхлик, Василий Ильич               | 1922         |
| 58 | Невзгодов, Андрей Иванович          | 1919         |
| 59 | Орёл, Степан Фёдорович              | 1913         |
| 60 | Павлов, Василий Васильевич          | 1916         |
| 61 | Павлов, Иван Михайлович             | 1918         |
| 62 | Паламарчук, Георгий Михайлович      | 1919         |
| 63 | Пегов, Григорий Иванович            | 1919         |
| 64 | Пенаки, Зиновий Фёдорович           | 1923         |
| 65 | Петрова, Галина Константиновна      | 1920         |
| 66 | Петровский, Константин Остапович    | 1907         |
| 67 | Пивнюк, Николай Владимирович        | 1917         |
| 68 | Понамарчук, Семён Трофимович        | 1922         |
| 69 | Потёмкин, Геннадий Фёдорович        | 1923         |
| 70 | Поярков, Владимир Александрович     | 1920         |
| 71 | Рачков, Иван Ильич                  | 1921         |
| 72 | Решетей, Иван Иванович              | 1919         |
| 73 | Самбуров, Иван Михайлович           | 1905         |
| 74 | Свирепкин, Павел Михайлович         | 1914         |
| 75 | Сиваченко, Василий Григорьевич      | 1902         |
| 76 | Скорый, Иван Антонович              | 1912         |
| 77 | Смирнов, Григорий Яковлевич         | 1913         |
| 78 | Степанов, Михаил Карпович           | 1912         |
| 79 | Суслов, Алексей Петрович            | 1913         |
| 80 | Сухацкий, Тихон Кондратьевич        | 1902         |
| 81 | Сухоненко, Дмитрий Иосифович        | 1903         |
| 82 | Твердохлебов, Арсентий Савельевич   | 1914         |
| 83 | Торжинский, Иван Алексеевич         | 1915         |
| 84 | Фёдоров, Борис Васильевич           | 1914         |
| 85 | Цибулько, Василий Федосеевич        | 1920         |
| 86 | Чепурной, Николай Миронович         | 1905         |
| 87 | Чернобай, Андрей Петрович           | 1917         |
| 88 | Чумак, Дмитрий Михайлович           | 1913         |
| 89 | Шапарь, Григорий Иванович           | 1922         |
| 90 | Шаповаленко, Семён Тихонович        | 1913         |
| 91 | Шелест, Денис Андреевич             | 1906         |
| 92 | Шкурко, Макар Иванович              | 1914         |
| 93 | Щербина, Николай Гаврилович         | 1919         |